# Loch Muick
Le Loch Muick (ou Allt an Dearg en gaélique écossais) est un loch d'eau douce en altitude situé à environ 8 km au sud de Braemar, en Écosse, au bout de la paroisse de Glenmuick et à l'intérieur du territoire du domaine de Balmoral.

## Géographie
Le loch Muick s'étend dans une direction sud-ouest-nord-est et mesure approximativement 3,62 km de longueur. Il est bordé par des collines pentues. Le loch est alimenté par plusieurs petits ruisseaux, dont le plus grand est l'Allt an dubh Loch, à l'ouest, qui descend du Dubh Loch. L'eau du loch Muick s'écoule dans la rivière Muick. 
Le loch a fait l'objet d'un sondage effectué par  T.N. Johnston et L.W. Collet le 8 juillet 1905 et par la suite il a été cartographié par l'océanographe John Murray au cours de la préparation de son ouvrage Bathymetrical Survey of Fresh-Water Lochs of Scotland 1897-1909.
Il est déconseillé de boire l'eau du loch, car au début du XXIe siècle il y a eu plusieurs cas de randonneurs et de cyclistes ayant développé des cas d'E. coli ou de Campylobacter, bactéries qui peuvent être fatales si elles ne sont pas traitées[réf. nécessaire].

## Flore et faune
Une grande variété de flore et de faune se trouve dans et aux abords du loch, notamment l'écureuil roux, le cerf élaphe, l'huîtrier, le saumon et la truite. Des bouleaux poussent sur les rives du loch.

## Glas-allt-Shiel
Glas-allt-Shiel (en), un pavillon de chasse construit pour la reine Victoria et achevé en 1868 se trouve à l'extrémité ouest de la rive nord du loch. La reine avait utilisé auparavant un pavillon situé plus au nord dans le glen d'Allt-na-giubhsaich, mais après la mort du prince Albert elle n'a plus pu supporter d'y séjourner, car l'endroit était associé au prince consort dans son souvenir. Le cottage de Glas-allt-Shiel fut alors agrandi et devint sa nouvelle résidence locale,. Il est aussi connu sous les noms de Maison de la veuve ou de Hutte de la veuve,.

## Loisirs
Le loch est populaire parmi les randonneurs en raison de son aspect pittoresque, du sentier relativement plat qui court autour du loch et du fait qu'il est accessible par la route. La case située derrière Glas-allt Shiel est désormais administrée par le Dundee University Rucksack Club,.
La pêche sur le loch est strictement encadrée et n'est pas autorisée au public. La Ballater Angling Association dispose d'un permis de pêche accordé par le Balmoral Estate et possède un hangar à bateaux et à combinaisons au nord du loch. La reine Victoria, durant son règne, a effectué de nombreuses expéditions de pêche sur le loch.